# Angelo Vincenzo Zani
Angelo Vincenzo Zani (Pralboino, 24 de março de 1950) é um arcebispo da Cúria da Igreja Católica Romana.

## Biografia
Angelo Vincenzo Zani estudou filosofia e teologia católica no seminário da diocese de Brescia e recebeu o sacramento da ordenação em 20 de setembro de 1975. Depois de mais estudos na Pontifícia Universidade São Tomás de Aquino, recebeu seu doutorado em teologia pela Pontifícia Universidade Lateranense. Ele completou uma licenciatura em ciências sociais na Pontifícia Universidade Gregoriana.
Foi primeiro vice-reitor da escola Istituto CESARE ARICI. De 1983 a 1995 foi professor de Sociologia Geral no Instituto Teológico-Filosófico da Universidade Pontifícia Salesiana de Nave e de Sociologia da Religião no Instituto Teológico Paulo VI do seminário diocesano de Brescia. De 1990 a 1995 também ensinou didática religiosa na Universidade Católica do Sagrado Coração em Brescia. De 1981 a 1995 foi também diretor do ministério diocesano em Brescia e secretário da diretoria e ministério sacerdotal e chefe das escolas eclesiásticas da diocese. Dirigiu a comissão de pastoral escolar da Conferência Episcopal da Lombardia.
De 1995 a 2002, Zani foi diretor nacional de escolas e universidades da Conferência Episcopal Italiana. Desde janeiro de 2002, Zani era subsecretário da Congregação para a Educação Católica.
Em 9 de novembro de 2012, o Papa Bento XVI o nomeou Arcebispo titular de Volturnum e secretário da Congregação para a Educação Católica. O Papa o consagrou pessoalmente como bispo em 6 de janeiro de 2013 na Basílica de São Pedro; os co-consagradores foram o Cardeal Secretário de Estado Tarcisio Bertone SDB e o Prefeito da Congregação para a Educação Católica, Cardeal Zenon Grocholewski.
O Papa Francisco o confirmou como secretário da Congregação para a Educação Católica em 30 de novembro de 2013.
No dia 26 de setembro de 2022, o Papa Francisco o nomeou, como Arquivista e Biblioteca Apostólica Vaticana; ele sucede ao cardeal José Tolentino de Mendonça, que foi simultaneamente nomeado Prefeito do Dicastério para a Cultura e a Educação.
Em 28 de março de 2025, o Papa Francisco aceitou a sua renuncia de Arquivista e Bibliotecário da Santa Igreja Romana.